# Smjörkollar
Smjörkollar är en kulle i republiken Island. Den ligger i regionen Austurland, 300 km öster om huvudstaden Reykjavík. Toppen på Smjörkollar är 667 meter över havet.
Trakten runt Smjörkollar är nära nog obefolkad, med mindre än två invånare per kvadratkilometer. Det finns inga samhällen i närheten. Trakten runt Smjörkollar består i huvudsak av gräsmarker.